# Tyssowez (Tscherniwzi)
Tyssowez (ukrainisch Тисовець; russisch Тисовец Tissowez, rumänisch Tişăuţi, deutsch (bis 1918) Tysowec) ist ein Dorf im Zentrum der ukrainischen Oblast Tscherniwzi mit etwa 3500 Einwohnern (2004).

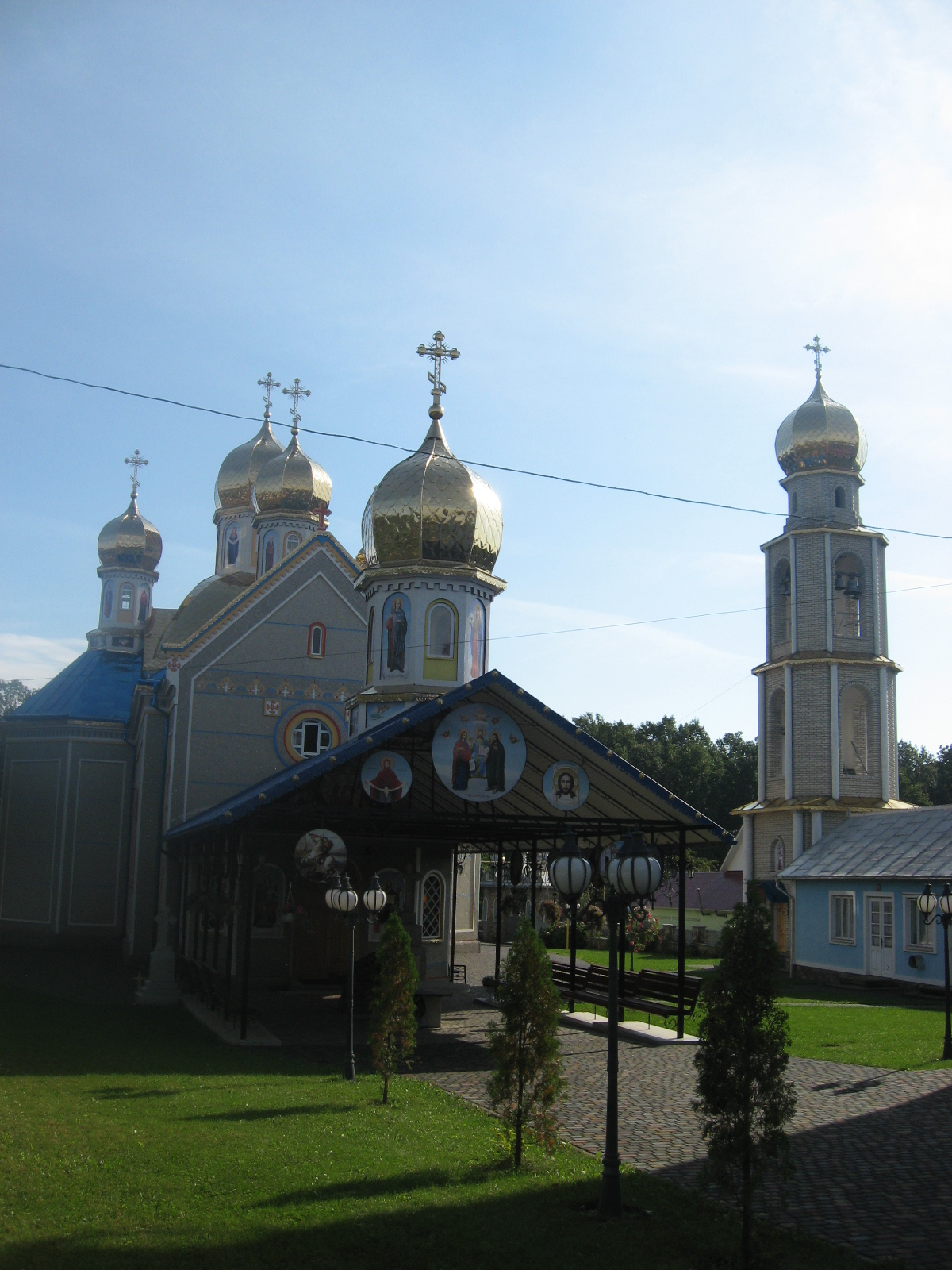
Kirche des hl. Dmitry Kirche und Glockenturm in Tyssowez

Das Dorf liegt am linken Ufer des Derehluj (Дереглуй), einem 34 km langen Nebenfluss des Pruth, 19 km östlich vom ehemaligen Rajonzentrum Storoschynez und 15 km südlich der Oblasthauptstadt Czernowitz.
Tyssowez besitzt eine Bahnstation an der Bahnstrecke Tscherniwzi–Suceava. Durch die Ortschaft verläuft die Territorialstraße T–26–05.
Am 27. Juli 2015 wurde das Dorf ein Teil neu gegründeten Landgemeinde Welykyj Kutschuriw im Rajon Storoschynez, bis dahin bildete es die Landratsgemeinde Tyssowez (Тисовецька сільська рада/Tyssowezka silska rada) im Osten des Rajons.
Seit dem 17. Juli 2020 ist der Ort ein Teil des Rajons Tscherniwzi.